# مارك هينريش
مارك هينريش (بالألمانية: Mark Henrich)‏ هو منافس ألعاب قوى ألماني، ولد في 22 يوليو 1961 في آتندورن في ألمانيا.

## وصلات خارجية
- مارك هينريش على موقع الاتحاد الدولي لألعاب القوى (الإنجليزية)
- مارك هينريش على موقع أوليمبيديا (الإنجليزية)